# Палово (Вельский район)
Палово — обезлюдевший посёлок в Вельском районе Архангельской области России. Входит в состав Муниципального образования «Пежемское».

## География
Посёлок расположен в 37 километрах на юго-запад от города Вельска, на левом берегу реки Пежма притока Ваги. Ближайшие населённые пункты: на юге посёлок Пежма, расположенный в Верховажском районе Вологодской области.
Часовой пояс
Палово, как и вся Архангельская область, находится в часовой зоне МСК (московское время). Смещение применяемого времени относительно UTC составляет +3:00.

## Население
| 2002 | 2010 | 2012 | 2014 |
| ---- | ---- | ---- | ---- |
| 0    | →0   | →0   | →0   |